# Scodiomima
Scodiomima is een geslacht van vlinders van de familie spanners (Geometridae), uit de onderfamilie Ennominae.

## Soorten
- S. afghana Wiltshire, 1961
- S. crocallaria Staudinger, 1892